# Ислам в Эфиопии

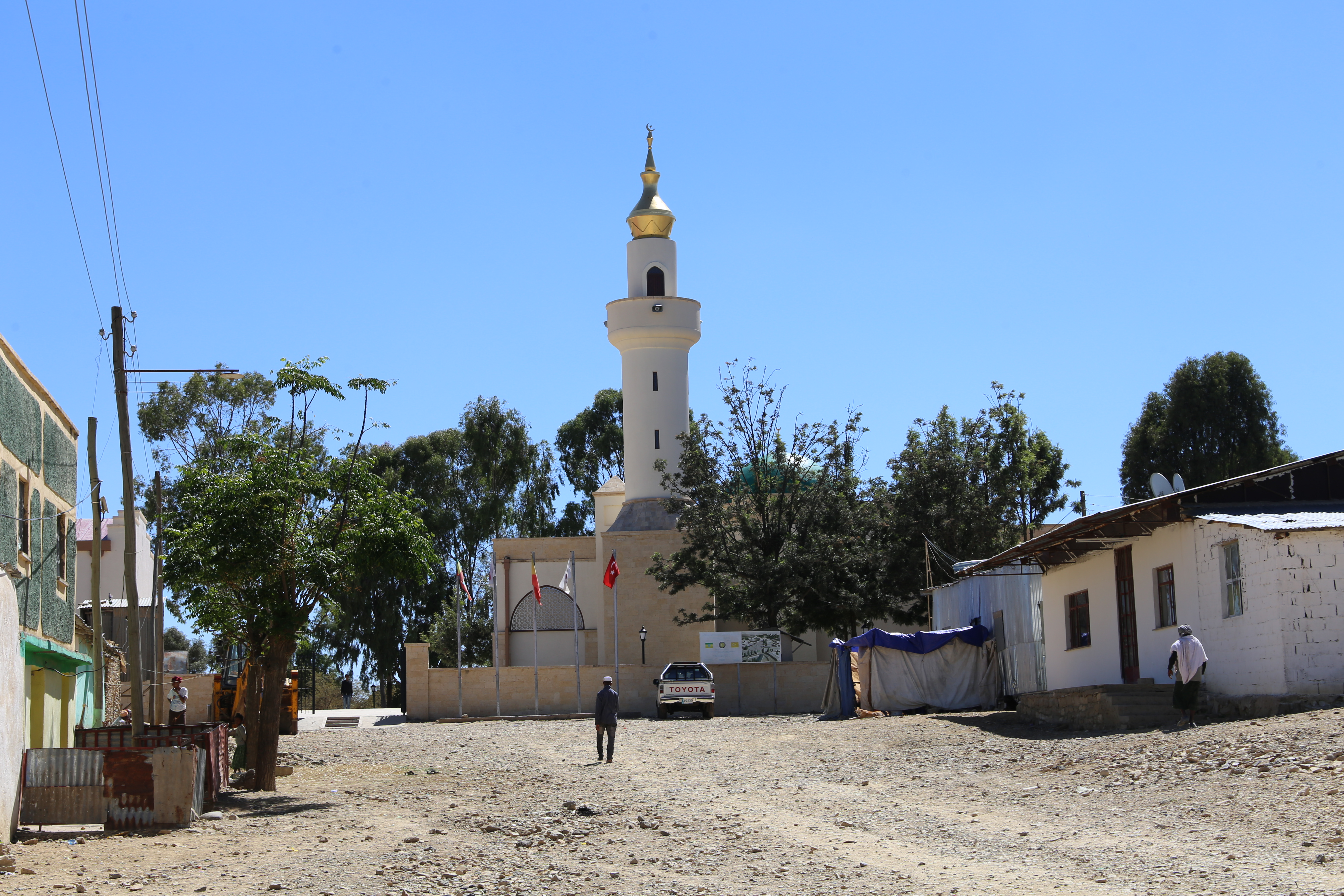
Мечеть в Негаше

Ислам появился в Эфиопии почти одновременно со своим возникновением, в VII веке н. э. Как считается, первыми мусульманами в Эфиопии были арабские беженцы из города Мекка, которых преследовало племя курайшитов. Их принял правитель Аксумского царства того времени, которого в арабской традиции звали Асхама ибн Абджар, и поселил их в cелении Негаш. Племя курайшитов потребовало, чтобы царь вернул их к вечеру, но царь отклонил их требование. Ученики Мухаммеда, прибывшие из Эфиопии, учились у него, и он учил их уважать эфиопских христиан и жить с ними в мире. Тем не менее, беженцы вернулись после того, как утихли ветры, и, наконец, поселились в городе аль-Медина, к северу от Мекки, в новый дом беженцев. Билал ибн Рабах, один из важных сподвижников пророка Мухаммеда и первый муэдзин, также был из Эфиопии. Негаш, где находятся несколько древних захоронений и мечетей, стал одним из важнейших центров поклонения мусульман.
В наше время мусульмане составляют, по разным данным от 35 до 50% населения Эфиопии. Это в основном жители запада страны — штатов Афар, Сомали, и части штата Оромия. Более высокая рождаемость у мусульман может привести к тому, что их в Эфиопии будет больше, чем христиан. Рост численности мусульман в Эфиопии оказывает большое влияние и на политическую жизнь страны. За последние два десятилетия только в столице страны Аддис-Абебе число мечетей возросло более чем в десять раз, большое количество новых городских мечетей появилось в традиционно христианских районах на севере страны, также происходит массовое строительство мечетей в сельской местности.  